# Индексное множество
Индексное множество — множество, чьими элементами помечены (индексированы) элементы другого множества. Например, если элементы множества {\displaystyle A} могут быть помечены множеством {\displaystyle J}, то {\displaystyle J} является индексным множеством. Индексирование представляет собой сюръективную функцию из {\displaystyle J} в {\displaystyle A}, а индексированное множество обычно называется (индексированным) семейством. Это семейство также может быть обозначено как {\displaystyle \{A_{j}\}_{j\in J}}.

## Примеры
- Элементы любого конечного множества {\displaystyle S} можно перечислить. Любое такое перечисление можно рассматривать как индексацию {\displaystyle f:J\to S} на индексном множестве {\displaystyle J=\{1,2,\dots ,|S|\}}.
- Любое счётное множество может быть проиндексировано множеством натуральных чисел {\displaystyle \mathbb {N} }.
- Для любого вещественного числа {\displaystyle r\in \mathbb {R} }, можно рассмотреть индикаторную функцию {\displaystyle \mathbf {1} _{r}:\mathbb {R} \to \{0,1\}}, такую что

{\displaystyle \mathbf {1} _{r}(x):={\begin{cases}0,&{\mbox{если }}x\neq r\\1,&{\mbox{если }}x=r.\end{cases}}}
Семейство всех функций {\displaystyle \mathbf {1} _{r}} образуют несчётное множество, которое может быть проиндексировано множеством вещественных чисел {\displaystyle \mathbb {R} }.